# Lúcia Teixeira
Lúcia da Silva Teixeira Araújo (São Paulo, 17 de junho de 1981), mais conhecida como Lúcia Araújo, é uma judoca paralímpica brasileira. Conquistou medalhas em três edições dos Jogos Paralímpicos: Londres 2012, Rio 2016 e Tóquio 2020.
Lúcia possui toxoplasmose congênita, condição adquirida por sua mãe ainda na gravidez. Conheceu o judô aos 15 anos idade através de seus irmãos mais velhos. A motivação para a prática profissional da modalidade veio da amizade com a atleta do golbol Renata Hermenegildo, que disputou os Jogos Paralímpicos de Atenas em 2004.
Foi medalhista de prata nas Paralimpíadas de Londres e no Rio de Janeiro, em 2016. Nos Jogos de Tóquio, venceu o bronze por ippon ao derrotar a russa Natalia Ochinnikova na categoria até 57 kg.